# Чаошань (южноминьский язык)
Чаошань (самоназвание тьёсуа 潮汕话 Tiô-suaⁿ-uē или тьёчиу 潮州话 Tiô-tsiu-uē, англ. Teochew) — идиом, распространённый в регионе Чаошань на востоке провинции Гуандун (КНР), а также среди чаошаньской диаспоры в различных регионах мира. Входит в южную ветвь миньских языков.
Чаошаньский сохранил много древнекитайских элементов в лексике и фонетике, утраченных в ряде других современных китайских языков. По этой причине многие лингвисты считают чаошаньский одним из наиболее консервативных китайских языков.

## Название
В прошлом в префектуру Чаочжоу (潮州府) входил весь регион, включающий нынешние Чаочжоу, Шаньтоу и Цзеян, поэтому их язык назывался тьёчиу («чаочжоу», Teochew, 潮州话 Tiô-tsiu-uē), либо сокращённо язык тьё (潮語 tiô-gṳ́). Ныне в Китае этот регион называется термином Чаошань (портмане от Чаочжоу и Шаньтоу), соответственно общий язык этого региона называется тьёсуа («чаошань», Teoswa, 潮汕话 Tiô-suaⁿ-uē).
В китайских работах также встречается термин «восточногуандунский миньский язык» (粵東閩語) — он противопоставляется другим миньским языкам Гуандуна, например «западногуандунскому миньскому» (то есть лэй-хайнаньскому) и чжуншаньскому миньскому.

## Классификация

северный чаошаньский
южный чаошаньский
хайлуфынский диалект (хокло либо чаошаньский)
хокло-чаошаньские переходные диалекты
южный хокло

Чаошань классифицируется как часть южной ветви миньских языков. В са́мом узком смысле под «южноминьским языком» обычно понимают близкородственный чаошаньскому язык хокло, однако в широком смысле в него включают также датяньский, хайнаньский и лэйчжоуский языки. В литературе южноминьские идиомы (включая чаошаньский, хокло и хайнаньский) описываются и как «наречия (единого) южноминьского языка», и как «языки южноминьской группы». В то же время взаимопонимание между чаошаньским и хокло ограничено, чаошаньцы и хокло считают себя разными общностями как в Китае, так и в диаспоре, из-за чего работы, посвящённые социолингвистическим аспектам, склонны разделять их и также называть чаошаньский «языком».
Чаошаньский можно разделить на две подгруппы:
- северная (чаочжоуская 潮州片):
  - городская часть Чаочжоу (Чаоань, Сянцяо) и Чэнхай
  - городская часть Шаньтоу (Лунху, Цзиньпин), уезд Жаопин, запад острова Наньао
  - городская часть Цзеяна (Жунчэн, Цзедун), северный Пунин, северный Чаоян
- южная (чаоян-пунинская 潮普片):
  - южный Пунин, уезд Хуэйлай и восток острова Наньао
  - бывший уезд Чаоян (ныне южные районы Шаньтоу: Чаоян, Чаонань, Хаоцзян)

Ряд классификаций включают в состав чаошаньского хайлуфынский диалект, распространённый в городе Шаньвэй, в качестве отдельной третьей подгруппы. В то же время более новые исследования разделяют их и относят хайлуфынский к хокло. Нынешний Шаньвэй исторически не включался в префектуру Чаочжоу, его носители сами считают себя хокло, а не чаошаньцами — вероятнее всего, они являются более поздними мигрантами из Чжанчжоу.
«Шибболетом» для классификации служат слова вроде 汝 «ты» и 魚 «рыба»: в северных диалектах в них есть гласная /ɯ/ (汝 lṳ́, 魚 hṳ̂), в южных гласная /u/ (汝 lú, 魚 hû), в хайлуфынском гласная /i/ (汝 lí, 魚 hî).
На близких к чаошаньскому идиомах говорят на прилегающей к Чаошаню окраине Мэйчжоу (Фыншунь и Дабу). Эти диалекты мало изучены, они по-видимому более консервативны по сравнению с диалектами самого Чаошаня, сохраняют некоторые архаичные черты (например, они различают на конце слога -n, -ng и -m, тогда как в большинстве диалектов чаошаньского -n слилось с -ng).
| слово          | чаошаньский | чаошаньский | чаошаньский | чаошаньский | чаошаньский     | чаошаньский     | ?            | хокло   | хокло    | хокло    |
| слово          | южный       | южный       | южный       | северный    | северный        | северный        | хайлуфынский | южный   | южный    | северный |
| слово          | Чаоян       | Хуэйлай     | Пунин       | Цзеян       | Чаочжоу, Чэнхай | Шаньтоу, Жаопин | Хайфын       | Чжаоань | Чжанчжоу | Наньань  |
| -------------- | ----------- | ----------- | ----------- | ----------- | --------------- | --------------- | ------------ | ------- | -------- | -------- |
| 魚 «рыба»      | hû          | hû          | hû          | hṳ̂          | hṳ̂              | hṳ̂              | hî           | hṳ̂      | hî       | hṳ̂       |
| 語 «язык»      | ngú         | ngú         | ngú         | gṳ́          | gṳ́              | gṳ́              | gí           | gṳ́      | gí       | gṳ́       |
| 硯 «тушечница» | ngī         | ngī         | ngī         | īⁿ          | īⁿ              | īⁿ              | īⁿ           | hīⁿ     | hīⁿ      | hīⁿ      |
| 寺 «храм»      | tsī         | tsī         | tsīⁿ        | jī          | jī              | jī              | tsīⁿ         | sīⁿ     | sī       | sṳ̄       |
| 茶 «чай»       | tê          | tê          | tê          | tê          | tê              | tê              | tê           | têe     | têe      | tê       |
| 侯 «князь»     | hôu         | hôu         | hôu         | hôu         | hôu             | hôu             | hôu          | hôu     | hôo      | hiô      |
| 前 «перед»     | tsâiⁿ       | tsâiⁿ       | tsâiⁿ       | tsâiⁿ       | tsôiⁿ           | tsôiⁿ           | tsâiⁿ        | tsêng   | tsêng    | tsûiⁿ    |
| 街 «улица»     | koi         | koi         | koi         | koi         | koi             | koi             | kei          | kei     | ke       | koe      |
| 果 «плод»      | kué         | kué         | kué         | kué         | kué             | kué             | kué          | kué     | kué      | kér      |
| 五 «пять»      | ngŏm        | ngŏu        | ngŏu ngŏm   | ngŏu        | ngŏu            | ngŏu            | ngŏu         | gōu     | gōo      | gǒo      |
| 羊 «овен»      | iôⁿ         | iôⁿ         | iôⁿ         | iôⁿ         | iêⁿ             | iôⁿ             | iôⁿ          | iûⁿ     | iôⁿ      | iûⁿ      |
| 鳥 «птица»     | tsiáu       | tsiáu       | tsiáu       | tsiáu       | tsióu           | tsiáu           | tsiáu        | tsiáu   | tsiáu    | tsiáu    |
| 斷 «отрезать»  | tňg         | tňg         | tňg         | tṳ̆ng        | tṳ̆ng            | tṳ̆ng            | tǔiⁿ         | tūiⁿ    | tūiⁿ     | tňg      |
| 門 «ворота»    | mn̂g         | mn̂g         | mn̂g         | mṳ̂ng        | mûng            | mûng            | mûi          | mûi     | mûi      | mn̂g      |
| 銀 «серебро»   | ngîng       | ngîng       | ngîng       | ngêng       | ngṳ̂ng           | ngṳ̂ng           | ngîn         | gîn     | gîn      | gêrn     |
| 榮 «слава»     | uêng        | uêng        | uêng        | iông        | iông            | iông            | êng          | êng     | êng      | êng      |
| 鎮 «посёлок»   | tiàng       | tiàng       | tiàng       | tèng        | tìng            | tìng            | tìn          | tìn     | tìn      | tìn      |
| 真 «правдивый» | tsing       | tsing       | tsing       | tseng       | tsing           | tsing           | tsin         | tsin    | tsin     | tsin     |
| 參 «женьшень»  | sim         | sim         | sim         | sim         | siam            | siam som        | som          | som     | som      | serm     |

## История и распространение
Современный чаошаньский произошел от более древних форм южноминьского языка. В IX—XV веках часть говорившего на миньских языках населения Фуцзяни из-за перенаселения мигрировала на юг, в прибрежные области восточного Гуандуна, сейчас известные как Чаошань.
В XVIII—XX веках Чаошань стал одним из основных источников эмиграции китайцев в Юго-Восточную Азию, в результате чего чаошаньский стал одним из наиболее распространённых среди китайской диаспоры. В частности, много выходцев из Чаошаня проживает в Таиланде, Камбодже и Лаосе, где чаошаньский является доминирующим китайским языком, а также составляют значительное меньшинство в Гонконге, Вьетнаме, Малайзии, Сингапуре и Индонезии (особенно в Риау, Северной Суматре, Южной Суматре, а также в Западном Калимантане, в городах Понтианак и Кетапанг).
В результате миграции непосредственно из Чаошаня и вторичной эмиграции из стран Юго-Восточной Азии, носители чаошаньского проживают в Австралии, Новой Зеландии, Северной Америке и Европе.

## Письменность

### Романизация
Существуют две основные романизации чаошаньского: пхенъим (создана в 1960 году в КНР) и пэвэдзи («церковная романизация», создана миссионерами в 1875 году). Чаошаньская пэвэдзи слегка отличается от систем пэвэдзи и тайло для хокло.
| знак | чаошань  | чаошань | чаошань               | северный хокло | северный хокло  | северный хокло |
| знак | МФА      | пхенъим | пэвэдзи (чаошаньская) | МФА            | пэвэдзи (хокло) | тайло          |
| ---- | -------- | ------- | --------------------- | -------------- | --------------- | -------------- |
| 官   | /kũã³³/  | guan1   | kuaⁿ                  | /kũã³³/        | koaⁿ            | kuaⁿ           |
| 決   | /kuak²/  | guag4   | kuak                  | /kuat⁵/        | koat            | kuat           |
| 自   | /tsɯ³⁵/  | ze6     | tsṳ̆                   | /tsɯ⁴¹/        | —               | chīr           |
| 口   | /kʰau⁵²/ | kao2    | kháu                  | /kʰau⁵⁵⁴/      | kháu            | kháu           |
| 雨   | /hou³⁵/  | hou6    | hŏu                   | /hɔ²²/         | hǒ͘              | hǒ͘             |

1. ↑  Гласная /ɯ/ отсутствует в амойском, и соответственно не имеет обозначения в оригинальной пэвэдзи

## Фонетика

### Инициали
|              | простые | придыхательные | звонкие | носовые | фрикативы |
| ------------ | ------- | -------------- | ------- | ------- | --------- |
| губные       | /p/     | /pʰ/           | /b/     | /m/     |           |
| альвеолярные | /t/     | /tʰ/           | /l/     | /n/     | /s/       |
| велярные     | /k/     | /kʰ/           | /g/     | /ŋ/     |           |
| аффрикаты    | /ts/    | /tsʰ/          | /dz/    |         |           |
| глоттальные  |         |                |         |         | /h/       |

Звонкие инициали /b/, /g/, /l/ произносятся как преназализованные [ᵐ̥b], [ᵑ̊ɡ], [ⁿ̥ɺ].
Слоги, начинающиеся с гласных звуков и полугласных [j] и [w], считаются имеющими нулевую инициаль.
В южных диалектах у молодых носителей лабиальные инициали (/p/, /pʰ/, /b/, /m/) перед /-u-/ становятся дифтогами (/pf/, /pfʰ/, /bv/, /mv~ɱ/).
| знак | пэвэдзи | Шаньтоу   | Чаоян     |
| ---- | ------- | --------- | --------- |
| 富   | pù      | [pu²¹²]   | [pfu⁵²]   |
| 搬   | puaⁿ    | [pũã³³]   | [pfũã³¹]  |
| 婆   | phuâ    | [pʰua⁵⁵]  | [pfʰua²³] |
| 配   | phuè    | [pʰue²¹²] | [pfʰue⁵²] |
| 武   | bú      | [bu⁵²]    | [bvu⁴⁵]   |
| 尾   | bué     | [bue⁵²]   | [bvue⁴⁵]  |
| 妹   | muē     | [mũẽ¹¹]   | [mvũẽ⁴³]  |
| 滿   | muá     | [mũã⁵²]   | [mvũã⁴⁵]  |

В чаошаньском звонкие инициали (/b/, /g/, /l/) и носовые инициали (/m/, /n/, /ŋ/) обычно не считаются аллофонами, в отличие от хокло. Например, чаошаньский различает 玉 ge̍k «нефрит» и 逆 nge̍k «противиться», в хокло оба иероглифа читаются ge̍k (слог nge̍k в хокло невозможен). В описаниях чаошаньского считается, что в 未 bī «ещё не» и 棉 mî «хло́пок» разные инициали (/b-/ и /m-/), в описаниях хокло — что в них разные финали (/-i/ и /-ĩ/). В целом деназализация (переход носовых в звонкие) в чаошаньском происходит реже: чаошаньский различает 柳 liú «ива» и 紐 niú «узел», в хокло оба иероглифа читаются liú (слог niú в хокло возможен, но встречается крайне редко).

### Финали
| a       | o       | e       | i   | u   | ṳ   | ah    | oh      | eh      | ih  | uh   | ṳh |
| ia      | io/ie   | io/ie   |     | iu  | iah |       | ioh/ieh | ioh/ieh |     | iuh  |    |
| ua      |         | ue      |     | ui  | uah |       | ueh     |         |     |      |    |
| ua      |         | ue      |     | ui  |     | uah   |         | ueh     |     |      |    |
| ai      | oi      |         |     |     |     | aih   | oih     |         |     |      |    |
| au      | ou      |         |     |     |     | auh   |         |         |     |      |    |
| iau/iou | iau/iou |         |     |     |     | iouh  |         |         |     |      |    |
| uai     |         |         |     |     |     | uaih  |         |         |     |      |    |
| aⁿ      | oⁿ      | eⁿ      | iⁿ  |     | ṳⁿ  | ahⁿ   |         | ehⁿ     | ihⁿ |      |    |
| iaⁿ     | ioⁿ/ieⁿ | ioⁿ/ieⁿ |     | iuⁿ |     | iahⁿ  |         |         |     | iuhⁿ |    |
| uaⁿ     |         | ueⁿ     |     | uiⁿ |     | uahⁿ  |         |         |     |      |    |
| aiⁿ     |         |         |     |     |     | aihⁿ  | oihⁿ    |         |     |      |    |
| auⁿ     | ouⁿ     |         |     |     |     | auhⁿ  |         |         |     |      |    |
| iouⁿ    |         |         |     |     |     | iouhⁿ |         |         |     |      |    |
|         |         |         |     |     |     | uaihⁿ |         |         |     |      |    |
| ang     | ong     | eng     | ing | ung | ṳng | ak    | ok      | ek      | ik  | uk   | ṳk |
| iang    | iong    | ieng    |     |     |     | iak   | iok     | iek     |     |      |    |
| uang    |         | ueng    |     |     |     | uak   |         | uek     |     |      |    |
| am      | om      |         | im  |     |     | ap    | op      |         | ip  |      |    |
| iam     |         |         |     |     |     | iap   |         |         |     |      |    |
| uam     |         |         |     |     |     | uap   |         |         |     |      |    |
| an      |         |         | in  | un  | ṳn  | at    |         |         | it  | ut   | ṳt |
| ian     |         |         |     |     |     | iat   |         |         |     |      |    |
| uan     |         |         |     |     |     | uat   |         |         |     |      |    |

1. 1 2 3 4  В Чаочжоу и Чэнхае ie, iou; в остальных диалектах io, iau

Редкие или диалектные финали затенены. Помимо упомянутых выше, существуют финали ng, m, ngh, mh.
Гласная /e/ произносится ближе к [ɛ], особенно в открытых слогах или перед /-ŋ/ или /-k/.
Гласная /o/ произносится ближе к [ɔ] в открытых слогах, но перед /-ŋ/ или /-k/ склоняется к [o̞].
Гласная ṳ /ɯ/ в открытых слогах произносится чуть ниже, как [ɯ̞]. В южных диалектах отсутствует.
Финаль ṳng /ɯŋ/ произносится как [ɤŋ] или слоговая [ŋ].
Дифтонг /io/ произносится ближе к [ʏo], в том числе в составе других финалей.
В Чаочжоу у молодых носителей гласная /a/ в составе финалей /iau/, /ian/, /iam/, /iang/ произносится ближе к [ɜ]. То же происходит с гласной /o/ в финали /iou/.
Назализация встречается почти исключительно в открытых слогах. Финали одновременно с назализацией и гортанной смычкой используются в небольшой числе слов, обычно междометиях или идеофонах (嚇 he̍hⁿ «взволнованный; тяжело дышащий», 殽 hauhⁿ «жадно есть; кусать, широко открыв рот», 寬活 khuàhⁿ-ua̍hⁿ «комфортный» и т. д.).
Финали на -n и -t слились с финалями на -ng и -n в большинстве диалектов чаошаньского. Они существовали ещё в 19 веке, ныне сохраняются лишь в некоторых периферийных диалектах. В отдельных диалектах (в районе Чэнхая, в Хаймыне, у молодых носителей в Чаочжоу) исторические -m/-p также перешли в -ng/-k, так что в них осталась только одна пара терминалей.
Исторические финали -oam/-oap в большинстве диалектов чаошаньского (за исключением диалектов Чэнхая, Шаньтоу и т. д.) сохраняются, а не диссимилируются, в отличие от большинства китайских языков: 泛 huàm «затоплять», 範 huăm «шаблон, модель», 法 huap «закон».

### Тоны
В чаошаньском различается 8 тонов. Четыре среднекитайских тона (平 «ровный», 上 «восходящий», 去 «уходящий», 入 «входящий») разделились на две группы: 陰 «тёмные» и 陽 «светлые». В южных диалектах некоторые тоны сливаются в один в изоляции, но различаются в сандхи.
|                     | без сандхи      | без сандхи      | без сандхи      | без сандхи      |                 | после сандхи    | после сандхи    | после сандхи    | после сандхи    |
| 平                  | 上              | 去              | 入              | 平              | 上              | 去              | 入              |                 |                 |
| Чаочжоу, Чэнхай     | Чаочжоу, Чэнхай | Чаочжоу, Чэнхай | Чаочжоу, Чэнхай | Чаочжоу, Чэнхай | Чаочжоу, Чэнхай | Чаочжоу, Чэнхай | Чаочжоу, Чэнхай | Чаочжоу, Чэнхай | Чаочжоу, Чэнхай |
| ------------------- | --------------- | --------------- | --------------- | --------------- | --------------- | --------------- | --------------- | --------------- | --------------- |
| 陰                  | ①33 ˧           | ③53 ˥˧          | ⑤212 ˨˩˨        | ⑦32 ˧˨          |                 | 34 ˧˦           | 35 ˧˥           | 53 ˥˧           | 54 ˥˦           |
| 陽                  | ②55 ˥           | ④35 ˧˥          | ⑥21 ˨˩ ~ 22 ˨   | ⑧54 ˥˦          | 23 ˨˧           | 21 ˨˩ ~ 22 ˨    | 23 ˨˧           | 32 ˧˨           |                 |
| Цзеян               |                 |                 |                 |                 |                 |                 |                 |                 |                 |
| 陰                  | ①33 ˧           | ③53 ˥˧          | ⑤212 ˨˩˨        | ⑦32 ˧˨          |                 | 33 ˧            | 35 ˧˥           | 53 ˥            | 54 ˥˦           |
| 陽                  | ②55 ˥           | ④35 ˧˥          | ⑥22 ˨ ~ 21 ˨˩   | ⑧54 ˥˦          | 22 ˨ ~ 21 ˨˩    | 21 ˨˩ ~ 22 ˨    | 21 ˨˩ ~ 22 ˨    | 32 ˧˨           |                 |
| Шаньтоу, Жаопин     |                 |                 |                 |                 |                 |                 |                 |                 |                 |
| 陰                  | ①33 ˧           | ③53 ˥˧          | ⑤212 ˨˩˨        | ⑦32 ˧˨          |                 | 33 ˧            | 35 ˧˥           | 55 ˥            | 54 ˥˦           |
| 陽                  | ②55 ˥           | ④35 ˧˥          | ⑥21 ˨˩ ~ 22 ˨   | ⑧54 ˥˦          | 21 ˨˩ ~ 22 ˨    | 22 ˨ ~ 21 ˨˩    | 22 ˨ ~ 21 ˨˩    | 32 ˧˨           |                 |
| Пунин, Хуэйлай      |                 |                 |                 |                 |                 |                 |                 |                 |                 |
| 陰                  | ①34 ˧˦          | ③53 ˥˧          | ⑤31 ˧˩          | ⑦32 ˧˨          |                 | 33 ˧            | 34 ˧˦           | 55 ˥            | 54 ˥˦           |
| 陽                  | ②44 ˦           | ④23 ˨˧          | ⑥42 ˦˨          | ⑧54 ˥˦          | 31 ˧˩           | 33 ˧            | 33 ˧            | 32 ˧˨           |                 |
| Чаоян (старая речь) |                 |                 |                 |                 |                 |                 |                 |                 |                 |
| 陰                  | ①21 ˨˩          | ③551 ˥˥˩        | ⑤53 ˥˧          | ⑦43 ˦˧          |                 | 33 ˧            | 53 ˥˧           | 33 ˧            | 5 ˥             |
| 陽                  | ②44 ˦           | ④=⑤             | ⑥42 ˦˨          | ⑧45 ˦˥          | 44 ˦            | 21 ˨˩           | 21 ˨˩           | 3 ˧             |                 |
| Чаоян (новая речь)  |                 |                 |                 |                 |                 |                 |                 |                 |                 |
| 陰                  | ①31 ˧˩          | ③55 ˥˥ ~ 35 ˧˥  | ⑤52 ˥˨          | ⑦32 ˧˨          |                 | 31 ˧˩           | 52 ˥˨           | 23 ˨˧           | 5 ˥             |
| 陽                  | ②33 ˧ ~ 23 ˨˧   | ④=⑤             | ⑥43 ˦˧ ~ 44 ˦   | ⑧45 ˦˥          | 33 ˧ ~ 23 ˨˧    | 21 ˨˩           | 21 ˨˩           | 3 ˧             |                 |

1. ↑  Но в центральном Хуэйлае сливается с ⑤陰去; в западном Хуэйлае сливается с ④陽上
2. 1 2  Но в Хаймыне сливается с ①陰平

В северных диалектах изолированные тоны практически идентичны, незначительные различия есть в сандхи:
- самое заметное расхождение — в зависимости от диалекта, тон ⑤陰去 в сандхи может становиться высоким падающим (53 ˥˧) и высоким ровным (55 ˥)
- в Чаочжоу тоны категории 平 в сандхи становятся не ровными, а слегка восходящими
- в Цзеяне и Чаочжоу у тонов ③陰上, ⑤陰去 и ⑦陰入 есть два варианта в сандхи: более высокий (35 ˧˥, 53 ˥˧, 54 ˥˦) перед слогами с высоким тоном (②陽平, ③陰上 и ⑧陽入) и более низкий (24 ˨˦, 42 ˦˨ и 43 ˦˧) перед остальными слогами

В юго-восточном (чаоянском) диалекте ныне происходит фонетический переход, существует спектр от «старого» до «нового» акцента. Степень перехода зависит от возраста, пола (речь женщин более инновативна), места (сельские диалекты более консервативны, в отличие от городских восточных диалектов, особенно диалекта Дахао).
- тон ①陰平 становится чуть выше (от 21 к 31)
- тон ②陽平 становится чуть ниже и может переходить из ровного в восходящий (от 44 к 33~23)
- тон ③陰上 из падающего с длинным «плато» в начале (551) переходит в высокий ровный (55, в «сельских» западных диалектах) или восходящий (45~35, в «городских» диалектах Хаоцзяна и восточного Чаояна)
- тон ⑤陰去 становится более падающим, а тон ⑥陽去 чуть более ровным (в «старом» акценте они параллельны, 53 и 42, в «новом» они пересекаются, 52 и 43~44), при этом тон ⑥陽去 становится выше, чем ②陽平

Юго-западные сандхи схожи с северными (в Шаньтоу), основное отличие — тоны группы 陽 в сандхи произносятся чуть выше. Некоторые из фонетических переходов чаоянского диалекта происходят и там: в центральном Хуэйлае тон ③陰上 (53 ˥˧) переходит в 55 ˥ у молодых носителей, в восточном Хуэйлае этот переход уже завершился даже у пожилых.
Фразы в чаошаньском делятся на интонационные отрезки, в которых все слоги, кроме последнего, претерпевают сандхи. Границы между этими отрезками зависят от структуры фразы и являются предметом продолжающегося изучения.
Нейтральный тон произносится как тон ⑥陽去, но если изначальный тон слога был ③陰上, то он переходит в ⑤陰去. Нейтральный тон является лексически обусловленным:
| без нейтрального тона                                                                                        | с нейтральным тоном |
| --- | --- |
| 今年 kim-nî «этот год» 舊年 kū-nî «прошлый год» 明年 mê-nî «следующий год» 二十五年 jĭ-tsa̍p-ngŏu-nî «25 лет» | 前年 tsâiⁿ--nî «позапрошлый год» 後年 ău--nî «год после следующего» 大前年 tuā-tsâiⁿ--nî «поза-позапрошлый год» 二九年 jĭ-káu--nî «29-й год» |

## Грамматика
Базовая связка — 是 sĭ «быть (чем-то или кем-то), являться».
В чаошаньском используются счётные слова (классификаторы). Счётное слово 個 kâi является базовой частицей принадлежности, но также в этом значении используются другие соответствующие классификаторы, как в кантонском.
我本書。 или 我個書。
uá púng tsṳ / uá kâi tsṳ
«моя книга»

### Местоимения
| лицо | лицо   | ед.        | множ.                  |
| ---- | ------ | ---------- | ---------------------- |
| 1-е  | экскл. | 我 uá «я»  | 阮 uáng «мы»           |
| 1-е  | инкл.  | 我 uá «я»  | 咱 náng «мы (с тобой)» |
| 2-е  | 2-е    | 汝 lṳ́ «ты» | 恁 níng «вы»           |
| 3-е  | 3-е    | 伊 i «он»  | 伊儂 i-nāng «они»      |

Притяжательные местоимения образуются по общим правилам с помощью счётного слова 個 kâi. Ограниченно используются стяжённые формы uaⁿ «мой; наш» и niaⁿ «твой; ваш», в основном с терминами родства.
Как возвратное местоимение используется 家己 ka-kī «сам; свой».

### Глагольные виды и комплементы
Как и в других миньских языках, в чаошаньском имеется система глагольных видов и дополнений (комплементов).
«Комплементами» после глаголов служат другие глаголы или прилагательные, придающие действию тот или иной оттенок в зависимости от своего значения.
烏去 ou-khṳ̀ «почернеть»
食飽 tsia̍h-pá «наесться»
講着 káng-tio̍h «сказать правильно»
飛出來 pue-tshuk-lâi «улететь»
乞轉去 khṳh-tṳ́ng-khṳ̀ «забрать (обратно)»
Продолженный вид обозначается частицей 在 tŏ (диал. 囉 lo) перед глаголом (соответствует ［佇］咧 [tǐ-]leh в хокло).
伊在食飯。
i tŏ tsia̍h-pūng
«он [сейчас] ест» (食飯 tsia̍h-pūng «есть» — процессуальный глагол)
Законченное действие, чей результат сохраняется, обозначается частицей 在塊 tŏ-kò после глагола (аналог 咧 --leh в хокло).
伊坐在塊。
i tsŏ-tŏ-kò
«он сел [и сейчас сидит]» (坐 tsŏ «сесть» — однократный глагол)
Частица 放塊 pàng-kò может заменять 在 tŏ или 在塊 tŏ-kò, при этом имеет оттенок противительности («делать, несмотря на (что-то)»), часто используется в повелительных предложениях.
伊無在做作業，放塊睇電視。
i bô tŏ tsò tsak-ngiṳ̍p, pàng-kò thóiⁿ tiăng-sĭ
«Он не делает домашнюю работу, а только смотрит телевизор.»
汝放塊掌門就好。
lṳ́ pàng-kò tsióⁿ-mûng tsŭ hó
«Просто сторожи дверь [и не обращай внимания на остальное]»
汝做呢徛放塊食？
lṳ́ tsò-nî khiă-pàng-kò tsia̍h
«Почему ты ешь стоя?»
Комплемент 了 liáu обозначает простой совершенный вид (не обязательно однократное действие):
我昨日睇了三本書。
uá tsá-ji̍k thóiⁿ-liáu saⁿ púng tsṳ
«Я вчера прочитал три книги»
我等了半個鐘頭。
uá táng-liáu puàⁿ-kâi tseng-thâu
«Я прождал полчаса»
了 liáu может употребляться после объекта действия — в чаошаньском меньше распространено явление «разделяемых глаголов», по сравнению с кантонскими или севернокитайским. В конце предложения 了 liáu меняет произношение на --lāu.
我食飯了。
uá tsia̍h-pūng--lāu
«Я поел»
我睇報了正去夗。
uá thóiⁿ-pò-liáu, tsiàⁿ khṳ̀ ĭⁿ
«Я прочитаю газету и сразу пойду спать» (в таких предложениях 了 может быть заменено на 後 ău «затем»)
Однократное непродолжительное действие выражается через 一吓 -tse̍k-ē (сокращённо -tse̍h или -ē).
汝來睇一吓。
lṳ́ lâi thóiⁿ tse̍k-ē
«Подойди глянь»

### Прилагательные
Прилагательные самостоятельно не могут быть сказуемыми, в простом предложении они требуют наречий (в качестве номинального часто используется 好 hoh «очень») или хотя бы удвоения, но также употребляются с комплементами, отрицаниями и т. д.
條路好焦。
tiâu lōu hoh ta
«(эта) дорога сухая»
條路焦了。
tiâu lōu hoh--lāu
«(эта) дорога высохла»
個面紅紅。
kâi mīng âng-âng
«(его) лицо красное»
個面紅了。
kâi mīng âng--lāu
«(его) лицо покраснело»
В предложениях выше также видно, что в чаошаньском классификаторы могут использоваться в значении «этот». Такое использование нехарактерно для хокло, но часто встречается в кантонском.

### Модальные глаголы
В чаошаньском используются модальные глаголы, например:
會 ŏi «уметь; обозначает будущее время»
愛 àiⁿ «хотеть; обозначает будущее время»
應 èng «быть должным»
好 hó «мочь; быть возможным, допустимым»
可以 khó-íⁿ «мочь; быть возможным, разрешённым»
«Имевшее место» действие, результат которого уже не актуален, выражается модальным глаголом 捌 pak «знать» и дополнением 過 kuè (в паре или по отдельности).
我捌學只個字。
uá pak o̍h tsí kâi jī
我學過只個字。
uá o̍h-kuè tsí kâi jī
«Я [раньше] знал (изучал) этот иероглиф»
ср. 我捌只個字。 uá pak tsí kâi jī «Я знаю это иероглиф»
В то же время между 捌 pak и 過 kuè есть некоторая разница в употреблении: 過 kuè может использоваться в высказываниях, где делается предположение на основе наблюдений, тогда как 捌 pak здесь не используется, оно обозначает преимущественно собственный субъективный опыт говорящего. Например, в предложении ниже используется только 過 kuè:
塊書底𫢗動過？
kò tsṳ tī-tiâng thăng-kuè
«Кто трогал эти книги?»

### Предлоги
Как и в других китайских языках, предлоги в чаошаньском являются грамматикализованными глаголами. Например, предлог 在 tŏ «в» одновременно является глаголом «быть (где-то)».
Страдательный залог выражается через предлог с буквальным значением «давать»: 分 pung или 乞 khṳh. Первый вариант происходит из хакка (分 pûn), второй является исконно миньским (ср. пусяньск. 乞 ke̤h, вост.-мин. 乞 ké̤ṳk). Реже используется предлог 予 hōu, как в хокло. Часто в страдательных предложениях исполнитель действия не называется, тогда используется номинальный деятель 儂 nâng или 伊 i.
個杯分儂敲掉。
kâi pue pung nâng khà-tiāu
«Чашка разбилась»
Побудительный залог выражается так же, как и страдательный. При этом 乞 khṳh обычно не принимает объект побуждения напрямую, а следует за ним с номинальным объектом 伊 i.
個孥囝乞伊唱歌。
kâi nou-kiáⁿ khṳh i tshiàng-ko
«Дай ребёнку петь»

### Сравнение
Сравнение в чаошаньском выражается с помощью 過 kuè после прилагательного (как в кантонском или хакка):
伊雅過汝。
i ngiá-kuè lṳ́
«Она красивее тебя»
Ср. аналогичную фразу в хокло (с наречием 較 khah «более»): 伊較媠汝 i khah súi lí.
В чаошаньском подобная конструкция скорее будет употребляться, когда отсутствует объект сравнения:
伊夭雅。
i iău ngiá
«Она красивее»

### Отрицание
Базовое отрицание — 無 bô. Оно также является отрицательной формой глагола 有 ŭ «быть, существовать».
我無錢。
uá bô tsîⁿ
«У меня нет денег»
我無在厝內。
uá bô tŏ tshù-lăi
«Я не дома»
Ограниченно используется отрицание 唔 m̆, в основном с глаголом-связкой и стативными глаголами (связанными с чувствами, мыслительными процессами и т. д.) и абсолютными прилагательными (то есть не градуированными, для которых нельзя определить степень их качества):
唔是 m̆ sĭ «не быть (чем-то), не являться»
唔捌 m̆ pak «не знать, не узнавать»
唔記得 m̆ kì-tik «не помнить»
Отдельные модальные глаголы имеют свои формы отрицания, обычно стяжения из этого глагола и 唔 m̆.
𣍐 bŏi от 唔 m̆ и 會 ŏi
勿 mài от 唔 m̆ и 愛 àiⁿ
孬 mó от 唔 m̆ и 好 hó

## Лексика
Чаошаньская лексика по большей части общая с другими миньскими языками, но также есть множество общих слов с кантонским и хакка. Как и другие южноминьские языки, чаошаньский сохранил много древнекитайских слов, например 目 ma̍k «глаз», 灱 ta «сухой», и 囥 khṳ̀ng «прятать».
| слово          | чаошань       | кантонский   | хокло           |
| -------------- | ------------- | ------------ | --------------- |
| видеть         | 睇 thóiⁿ      | 睇 tái       | 看 khòaⁿ        |
| читать (книги) | 讀書 tha̍k-tsṳ | 讀書 duhksyū | 讀冊 tha̍k-chheh |
| спать          | 夗 n̍gh, ĭⁿ    | 瞓 fan       | 睏 khùn         |
| красивый       | 雅 ngiá       | 靚 leng      | 媠 súi          |
| говорить       | 呾 tàⁿ        | 講 góng      | 講 kóng 說 seh  |
| что?           | 乜個 mih-kâi  | 乜嘢 mātyéh  | 啥乜 siáⁿ-mi̍h   |
| ребёнок        | 孥囝 nou-kiáⁿ | 細路 sailouh | 囡仔 gín-á      |
| черный         | 烏 ou         | 黑 hāk       | 烏 o͘            |

Основной уменьшительный суффикс в чаошаньском — 囝 kiáⁿ (ср. с 仔 á в хокло).
В чаошаньском сравнительно чаще, по сравнению с хокло, используются просторечные чтения. Часто бывает, что в чаошаньском у иероглифа вовсе нет книжного чтения, присутствующего в хокло, а в хокло нет некоторых просторечных чтений, имеющихся в чаошаньском, реже наоборот.

## Контакты с другими языками

### Севернокитайский
Дети, говорящие на чаошаньском, знакомятся со севернокитайским уже в детском саду, однако чаошаньский остается основным языком обучения. Уже в начальной школе путунхуа становится единственным языком обучения, хотя ученики обычно продолжают разговаривать между собой на чаошаньском. В настоящее время путунхуа в какой-то степени понимают все молодые носители чаошаньского. Лица более старшего возраста обычно не говорят на севернокитайском, поскольку ранее обучение осуществлялось на чаошаньском.

### Хакка
Чаоань, Жаопин и Цзеян на севере граничат с хаккаязычными областями, и часть их населения говорит на обоих языках. Чаошаньский встречается в Дабу и Фэншуне, где язык хакка преобладает.

### Кантонский
Благодаря влиянию гонконгских и гуандунских телепередач, многие молодые чаошаньцы довольно хорошо понимают стандартный кантонский, даже если не могут на нем говорить.